# كيفن فيليبس (صحفي)
كيفن فيليبس (بالإنجليزية: Kevin Phillips)‏ هو صحفي أمريكي، ولد في 30 نوفمبر 1940.

## وصلات خارجية
- كيفن فيليبس على موقع IMDb (الإنجليزية)
- كيفن فيليبس على موقع قاعدة بيانات الفيلم (الإنجليزية)